# La Concordia, Nicaragua
La Concordia är en kommun (municipio) i Nicaragua med 7 200 invånare (2012). Den ligger mellan Estelí och Jinotega i den bergiga norra delen av landet, i departementet Jinotega. Kommunen är känd för sin årliga musikfestival där det spelas och dansas polkor, mazurkor, valser och jamaquellos.

## Geografi
La Concordia gränsar till kommunerna San Sebastián de Yalí i norr, San Rafael del Norte i öster, La Trinidad i söder, samt Estelí i väster. Kommunens största ort är centralorten La Concordia med 1 490 invånare (2005). De största comarcorna är Santiago del Coyolito med 497 invånare, Colon Arriba med 418 invånare, Valle Valerio med 401 invånare, Chichiguas med 392 invånare och Mora Arriba med 343 invånare (2005).

## Historia
År 1848 beslutades det att befolkningen i San Rafael, nuvarande San Rafael del Norte, skulle flytta till Chaguite Largo dalen där La Concordia nu ligger. En del av befolkningen, Los Traslacionistas, flyttade medan den andra delen, Los Antitraslacionistas, stannade kvar. Den förra gruppen tog med sig alla arkivalierna vilket ledde till en konflikt mellan de två platserna. Konflikten löstes 1851 på så sätt att det bildades två separata kommuner: San Rafael del Norte och San Rafael de La Concordia.

## Religion
Kommunens festdag är den 11 februari till minne av Vår Fru av Lourdes.

## Natur
I La Concordia ligger Las Ventanas grottorna och Cascabelfallen.

## Kultur
Den sista söndagen i juli anordnas varje år musikfestivalen Festival de El Coyolito de Polkas y Mazurcas, där det spelas och dansas polkor, mazurkor, valser och jamaquellos. Festivalen har arrangerats varje år sedan början av 1990-talet och hålls i byn Santiago del Coyolito, 8 kilometer söder om centralorten.

## Kända personer från La Concordia

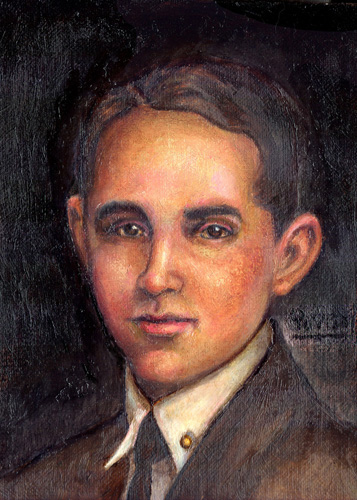
Benjamin Zéledon, född i La Concordia

- Benjamin Zéledon (1879-1912), politiker, militär, nationalhjälte.
- Osman Tórrez, lärare, festivalarrangör.[3]